# Musée de Cluny

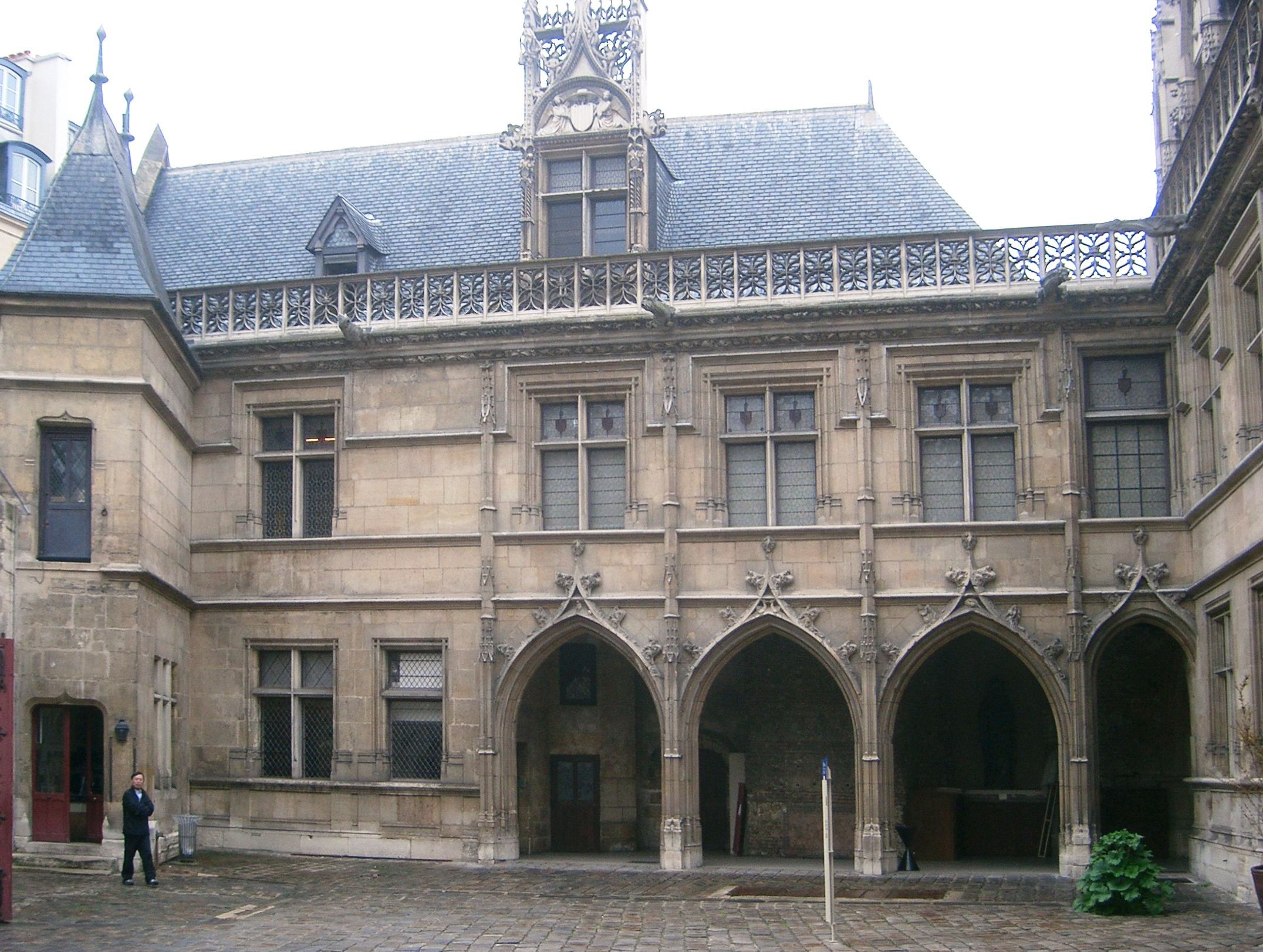
Musée de Cluny.

Musée de Cluny (egentligen Musée national du Moyen-Âge-Thermes-de-Cluny) är ett museum i Paris som visar medeltida artefakter. Museet är beläget i Quartier Latin i 5:e arrondissementet i centrala Paris.